# Dwars door het Hageland
La Dwars door het Hageland (lit. A través del Hageland) és una competició ciclista belga que es disputa al voltant d'Aarschot (Brabant Flamenc). La primera edició es va disputar el 2003. Entre el 2010 i el 2019 va formar part de l'UCI Europa Tour. Des del 2020 forma part de l'UCI ProSeries.

## Palmarès
| Any                               | Vencedor             | Segon               | Tercer                |
| --------------------------------- | -------------------- | ------------------- | --------------------- |
| edicions amateurs                 |                      |                     |                       |
| 2001                              | Jan Claes            | Wesley Bellen       | Sandro Bijnen         |
| 2002                              | Frank Verjans        | Wouter Van Mechelen | Niels Hammers         |
| 2003                              | Gordon McCauley      | Andy Vanhoudt       | Kurt Wouters          |
| 2004-2006 edicions no realitzades |                      |                     |                       |
| 2006                              | Gediminas Bagdonas   | Nico Kuypers        | Simas Kondrotas       |
| 2007                              | Dave Bruylandts      | Nico Kuypers        | Kurt Van Goidsenhoven |
| 2008                              | Bert Scheirlinckx    | Lieuwe Westra       | Nico Sijmens          |
| 2009                              | Geert Omloop         | Benny De Schrooder  | Benjamin Gourgue      |
| edicions professionals            |                      |                     |                       |
| 2010                              | Frédéric Amorison    | Stijn Steels        | Michael Tronborg      |
| 2011                              | Grégory Habeaux      | Huub Duyn           | Christian Jørgensen   |
| 2012                              | Timothy Stevens      | Davy Commeyne       | Niko Eeckhout         |
| 2013-2015 edicions no realitzades |                      |                     |                       |
| 2016                              | Niki Terpstra        | Wout van Aert       | Florian Sénéchal      |
| 2017                              | Mathieu van der Poel | Taco van der Hoorn  | Wout van Aert         |
| 2018                              | Krists Neilands      | Elia Viviani        | Gianni Vermeersch     |
| 2019                              | Kenneth Vanbilsen    | Niki Terpstra       | Quinten Hermans       |
| 2020                              | Jonas Rickaert       | Nils Eekhoff        | Gianni Vermeersch     |
| 2021                              | Rasmus Tiller        | Danny van Poppel    | Yves Lampaert         |
| 2022                              | Oscar Riesebeek      | Gianni Vermeersch   | Florian Sénéchal      |
| 2023                              | Rasmus Tiller        | Stan Van Tricht     | Florian Vermeersch    |
| 2024                              | Gianni Vermeersch    | Jonas Abrahamsen    | Hartthijs de Vries    |